# Rattus macleari
Rattus macleari е изчезнал вид бозайник от семейство Мишкови (Muridae).